# The Encyclopedia of Science Fiction
The Encyclopedia of Science Fiction (SFE) – anglojęzyczna encyklopedia poświęcona fantastyce naukowej, której pierwsza edycja ukazała się w 1979 r. Encyklopedia miała cztery wydania, dwa ostatnie (od 2011) są dostępne w otwartej wersji elektronicznej. Jest uznawana za pierwszą angielskojęzyczną encyklopedię w tej tematyce, i do dziś pozostaje najważniejszą pozycją w tej kategorii.
Encyklopedia zdobyła kilkukrotnie nagrody Hugo, Locus i BSFA w kategoriach literatury faktu powiązanej z fantastyką naukową.

## Historia wydań

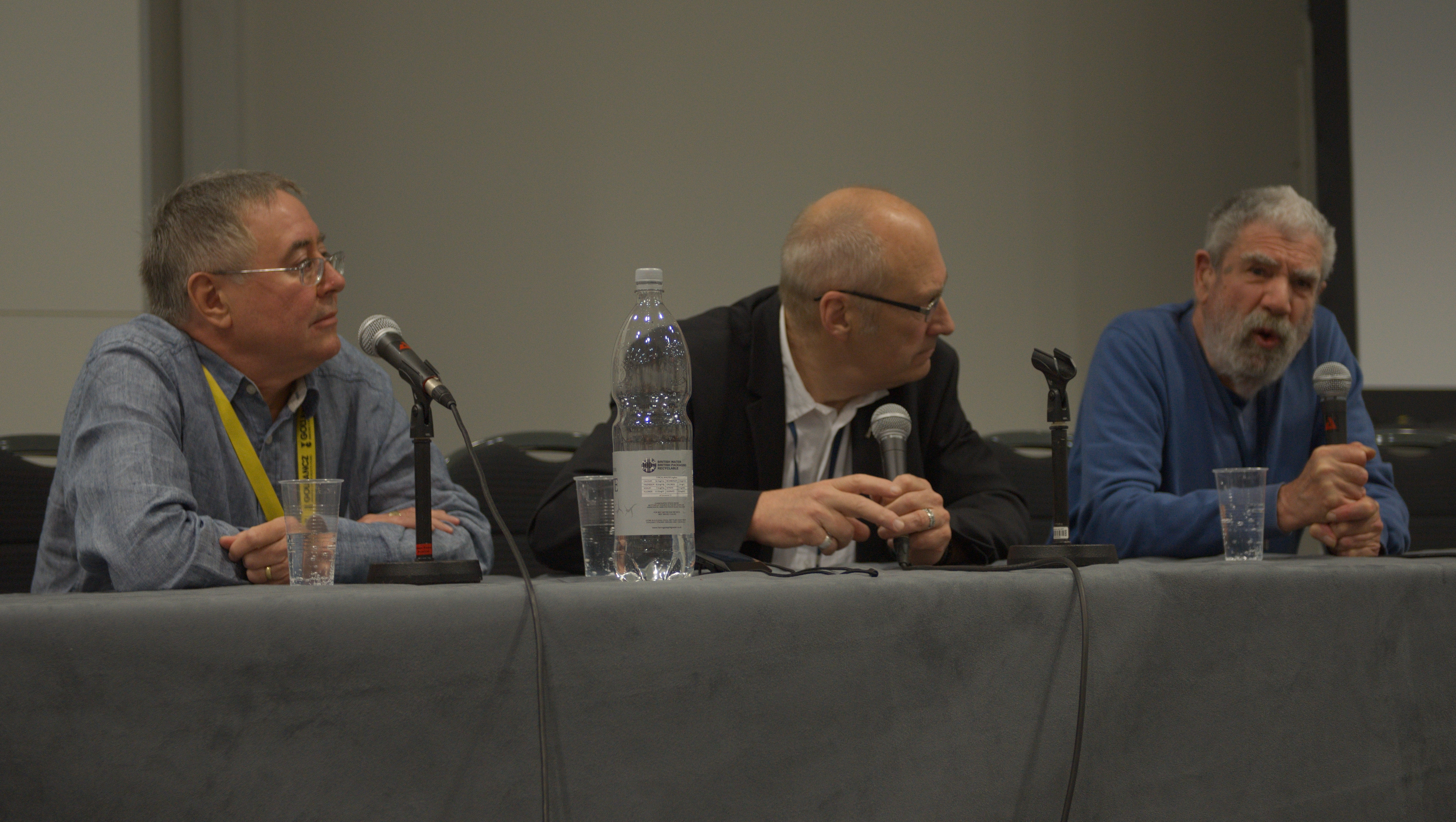
Malcolm Edwards, John Clute i Peter Nicholls podczas panelu poświęconemu The Encyclopedia of Science Fiction, Worldcon 2014

Dwa wydania drukowane ukazały się w 1979 i 1993 r. Trzecie, stale poprawiane wydanie jest publikowane online od 2011 r.; w 2021 r. po zmianie wydawcy ukazało się czwarte wydanie.
Pierwsze wydanie, pod redakcją Petera Nichollsa i Johna Clute’a, zostało opublikowane w 1979 r.; wydanie angielskie (Granada) miało tytuł The Encyclopedia of Science Fiction: An Illustrated A to Z a amerykańskie (Doubleday), The Science Fiction Encyclopedia. Tekstowi towarzyszyły liczne czarno-białe fotografie ilustrujące autorów, okładki książek i magazynów, zdjęcia z filmów i programów telewizyjnych oraz przykłady prac artystów.
Drugie wydanie, wspólnie redagowane przez Nichollsa i Clute’a, zostało opublikowane w 1993 r. (Orbit Books w Wielkiej Brytanii; a w 1995 r. St. Martin’s Press w USA); obydwa już pod wspólnym tytułem The Encyclopedia of Science Fiction. Zawierało 1,3 miliona słów, prawie dwa razy więcej niż 700 000 słów wydania z 1979 r. W przeciwieństwie do pierwszego wydania, wersja drukowana nie zawierała ilustracji. Multimedia znalazły się natomiast w wersji wydanej na płycie CD-ROM, nazywanej The Multimedia Encyclopedia of Science Fiction lub Grolier Science Fiction, która  ukazała się w 1995 r.  W tym samym czasie ukazała się siostrzana  The Encyclopedia of Fantasy pod redakcją Johna Clute’a i Johna Granta.
W 2011 r. trzecie wydanie The Science Fiction Encyclopedia ukazało się online, wydane przez SFE Ltd we współpracy z Victorem Gollanczem. Redaktorami byli John Clute, David Langford , Peter Nicholls (jako redaktor emerytowany do swojej śmierci w 2018 r.) i Graham Sleight.
Encyklopedia zakończyła współpracę z poprzednim wydawcą w 2021 r., po czym ogłoszono premierę czwartego wydania.

## Zawartość
SFE zawiera hasła na temat twórców, tematów, terminologii, filmów, telewizji, magazynów, fanzinów, komiksów, ilustratorów, wydawców, nagród i innych tematów związanych z fantastyką naukową. SFE jest dziełem zbiorczym, do którego przyczyniła się znaczna liczba osób. Jednak trzej główni redaktorzy (Clute, Langford i Nicholls) sami napisali prawie dwie trzecie z 5,2 miliona słów (dane z września 2016).
Encyklopedia jest regularnie aktualizowana (zwykle kilka razy w miesiącu) przez zespół redakcyjny, a jej treść uzupełniają sami redaktorzy oraz naukowcy i eksperci zajmujący się literaturą science fiction. W lutym 2025 r. SFE miała ponad 20 000 haseł, składających się w sumie z ponad 7 milionów słów. Jest to w przybliżeniu dwa razy tyle, ile miała SFE w 2011, gdy miał miejsce debiut jej wydania online (łącznie trzeciego).

## Odbiór
Pisarz Ian Watson zrecenzował pierwsze wydanie w 1980 r. w czasopiśmie "Foundation". Według recenzenta, publikacja zawierała znacznie mniej błędów niż można było oczekiwać. Według Watsona „pozycja ta jest prawdziwą encyklopedią – pierwszą taką [w dziedzinie SF]", porównując ją do Britanniki. Recenzent pozytywnie ocenił obszerność i tematykę haseł, a także ilustracje, które uznał za informacyjne, a nie tylko dekoracyjne.
Badacz i krytyk Edward James, pochwalił drugie wydanie encyklopedii w swojej recenzji (również dla czasopisma Foundation ) w 1993 r., pisząc, że jest to „jedyny niezbędny tom na półce każdego czytelnika SF: nie tylko najlepsze dzieło referencyjne w tej dziedzinie, ale jedno z najlepszych dzieł referencyjnych, jakie widziałem w ''jakiejkolwiek'' dziedzinie”. Uznał jednak, że „szyderczy” ton niektórych wpisów o filmach (de facto recenzji filmowych) nie jest idealny dla encyklopedii.
Pisarz Gary Westfahl również zrecenzował drugie wydanie dla czasopisma Extrapolation. Nazwał je „nieocenionym kompendium i wkładem do pięćdziesięciu lat badań nad science fiction”, i że jest to „prawdziwy przełom koncepcyjny” dla dziedziny studiów nad science fiction i zauważył, że nawet bardziej niż poprzednie wydanie, omawiane „jest jednym niezbędnym podręcznikiem dla każdego zainteresowanego science fiction”. Przewidział również, że „praca ta będzie słusznie cytowana we wszystkich badaniach nad science fiction w ciągu następnej dekady, a badania te będą znacznie lepsze dzięki żmudnej pracy Clute’a i Nicholla”. Niemniej jednak zauważył, że tom nie jest idealny i zawiera pewne błędy, a niektóre hasła o nowych zagadnieniach, słabo opracowane w literaturze naukowej, wydają się być zbyt innowacyjne jak na tematy do encyklopedii.
Krótko komentując trzecie wydanie, Andrew M. Butler nazwał je „złotym standardem prac referencyjnych w tej dziedzinie”.
Encyklopedia doczekała się również wielu innych recenzji, napisanych przez takich pisarzy i badaczy, jak Gary K. Wolfe, Don D’Ammassa i David G. Hartwell.

## Nagrody
| Wydanie           | Nagrody                                                                                                  |
| ----------------- | --- |
| Wydanie 1 (1979)  | Nagroda Hugo za Best Non-Fiction Book Nagroda Locus za Best Related Non-Fiction                          |
| Wydanie 2. (1993) | Nagroda Hugo za Best Non-Fiction Book Nagroda Locus za Best Non-Fiction Nagroda BSFA (nagroda specjalna) |
| Wydanie 3 (2011)  | Nagroda Hugo za Best Related Work Nagroda BSFA za Best Non-Fiction                                       |